# École militaire de haute montagne
Pour les articles homonymes, voir EMHM et EHM.
L’École militaire de haute montagne ou EMHM (anciennement École de haute montagne) est placée sous l’autorité du général commandant la 27e brigade d'infanterie de montagne (27e BIM). Implantée à Chamonix depuis 1932, elle est la maison-mère des troupes de montagne.

## Historique
- 1932 : création à Chamonix de l’École de haute montagne (EHM). Il s'agit alors de la première école de formation montagne des cadres des troupes alpines au niveau mondial. Ses missions sont axées sur l’instruction des cadres, la mise au point d’équipements de transmission et d’armement, et l'expérimentation de ceux-ci[2].
- 1939 : au début de la Seconde Guerre mondiale, la majorité des cadres de l'EHM rejoignent le 199e bataillon de chasseurs de haute montagne affecté à la défense des Alpes.
- 1945 : après la guerre, l’EHM est reconstituée. Elle a pour mission de former les cadres spécialistes de la montagne et du ski pour l’ensemble de l’Armée[3].
- 1947 : création de l’Équipe de France militaire de ski. Placée sous la tutelle du Commissariat aux sports militaires, elle est soutenue et gérée par l’EHM.
- 1948 : l’EHM participe à la création de la Société chamoniarde de secours en montagne[4].
- 1961 : la première section d’engagés volontaires sous-officiers est incorporée à l’EHM. Depuis cette date, une petite centaine de promotions ont été formées à l’école[5].
- 1963 : l’EHM organise le VIIIe Championnat international militaire de ski. Le chasseur Jean-Claude Killy s’impose sur le slalom spécial[6].
- 1964 : l’École de haute montagne (EHM) devient l’École militaire de haute montagne (EMHM)[2].
- 1966 : un rassemblement militaire international des écoles de montagne est créé à l'EMHM. En plus de la France, les quatre nations alpines (Allemagne, Suisse, Autriche et Italie) y participent[6].
- 1981 : le Groupe militaire de haute montagne (GMHM) quitte Grenoble où il a été créé 5 ans auparavant pour s’installer à l’EMHM. Bien qu’il reçoive les ordres directement du général commandant la 27e BIM, il fait partie intégrante de l’école[7],[8].
- 2012 : l’École militaire de haute montagne intègre la 27e Brigade d’infanterie de montagne[6].
- 2014 : homologation du fanion et des insignes de l’École militaire de haute montagne auprès des services historiques de la Défense[9].
- 2024 : le Groupement d'aguerrissement montagne (GAM) de Modane est rattaché à l'EMHM[10].

## Missions de l'EMHM

### Formation des Sections d'éclaireurs de montagne
Chaque année, une promotion d’environ soixante-dix élèves est incorporée à l'EMHM. 
Cette promotion est constituée grâce à deux types de recrutement : 
- le recrutement direct (EVSO), formé par des volontaires issus du milieu civil ;
- le recrutement semi-direct (ESO), composé de militaires du rang issus d'unités de la 27e Brigade d’infanterie de montagne et d'unités des forces spéciales ;

Leur formation dure respectivement 11 et 8 mois et leur donne les aptitudes techniques et tactiques pour commander un groupe de combat en montagne. Ainsi, ces sous-officiers doivent être en mesure de mener à bien des opérations militaires dans un environnement hostile en moyenne et haute montagne.
À l'issue de cette scolarité de chef et de montagnard, les élèves se voient remettre le grade de sergent, et sont affectés (ou ré-affectés pour les semi-directs) dans les différentes unités qui composent la 27e Brigade d’infanterie de montagne et le Commandement des Forces Spéciales Terre.

### Les formations montagne
Chaque année, l'EMHM dispense des formations spécifiques aux cadres des troupes de montagne et plus largement de l'Armée de terre, leur permettant d’exercer leur commandement et de remplir des missions en zone montagneuse. Le principe tactique qui y est développé consiste à utiliser le terrain et les techniques alpines afin de « dominer et surprendre » l’ennemi.
Les actions de formation organisées au sein de l’EMHM s’échelonnent sur trois niveaux amenant progressivement les stagiaires à une maîtrise du milieu alpin (estival et hivernal) et des techniques de déplacement spécifiques à cet environnement. Ces actions de formation visent à :
- dispenser un socle de connaissances sur le milieu montagnard et un bagage technique permettant, outre l’autonomie individuelle, d’assister le chef du détachement et d’assurer la fonction de chef de cordée[13] ;
- donner aux stagiaires la capacité d’instruire et de commander en haute montagne un détachement correspondant à son grade et à sa fonction[14] ;
- permettre l'organisation et la conduite des formations montagne dans une unité de troupes alpines ; conseiller le chef de corps et les commandants d’unité dans les domaines de la conduite, de l’instruction et de la sécurité des activités montagne[15].

Pour maintenir son niveau de compétence, l’EMHM met également en œuvre des actions de formation au profit de ses cadres instructeurs.
En 90 ans d'existence, l’école a formé plus de 50 000 stagiaires dont 1 800 étrangers représentant 28 nations. 

### Pôle militaire d'excellence

#### Groupe militaire de haute montagne (GMHM)
Le Groupe militaire de haute montagne a été créé en 1976 à Grenoble et implanté à l’EMHM en 1981. 
Cette unité a été élaborée afin de promouvoir au sein des armées un alpinisme de haut niveau. À l'instar de la patrouille de France, le GMHM participe au rayonnement des Armées.
Trois missions principales ont été confiées au Groupe militaire de haute montagne :
1. Maîtriser un milieu extrême en réalisant des expéditions techniques et exploratoires (un effort particulier est porté sur les milieux verticaux et « grand froid ») ;
2. Développer des connaissances, matériels et techniques permettant d'appréhender ces milieux, et en dégager des applications concrètes, opérationnelles ou civiles ;
3. Transmettre ces connaissances vers certaines unités de l’Armée de terre (comme les Groupements commando montagne, depuis 2012)[18].

Après avoir conquis les 3 pôles (pôle Nord, pôle Sud et Everest), le Groupe a, entre autres, réalisé :
- la traversée de la cordillère Darwin en 2011[19] ;
- l'ouverture d’un nouvel itinéraire au Kamet en 2012 (récompensée par un Piolet d'or)[20] ;
- l'ascension du Shishapangma (8 027 m) en style alpin en 2014[21] ;
- la première répétition de la face nord du Changabang dans le Garhwal indien[22] ;
- l'ascension de la voie du Compresseur au Cerro Torre en Patagonie[23] ;
- l'ascension en libre d'El Corazon (35 longueurs jusqu'à 8a) sur el Capitan au Yosemite.

#### Équipe de France militaire de ski (EFMS)
L'EFMS est une équipe constituée de sportifs de haut niveau. Créée en 1947 et installée à Chamonix au sein de l'École militaire de haute montagne, cette équipe a vu défiler de nombreux skieurs et d'entraîneurs, appelés du contingent ou militaires d'active de l'Armée de terre. L’EFMS a dernièrement compté parmi ses rangs le sous-lieutenant Martin Fourcade, le sergent-chef Vincent Jay, le sergent-chef Vincent Defrasne et le sergent Sandrine Bailly en biathlon, le sergent-chef Vincent Vittoz en ski de fond, les caporaux Jean-Baptiste Grange, Sébastien Amiez et Luc Alphand en ski alpin. 
Malgré la fin de la conscription en 2002, l'EFMS reste constituée. Lors de la mise sur pied en 2014 du dispositif « une Armée de Champions », au sein du Centre national des sports de la défense (CNSD), elle est intégrée dans le bataillon de Joinville (compagnie hiver interarmées). Elle reste toutefois implantée au sein de l'EMHM à Chamonix. Avec la professionnalisation des armées, l'EFMS offre des contrats de travail à des sportifs de haut niveau, leur permettant ainsi de se concentrer sur leurs objectifs.
En 2022, l’EFMS est constituée de cinq encadrants (dont deux entraîneurs : le sergent-chef Alexandre Rousselet, entraîneur de l’équipe de France A, et le caporal-chef Simon Fourcade, entraîneur de l’équipe de France junior de biathlon) et de 32 sportifs de haut niveau de la défense (SHND) dans les 12 disciplines suivantes, :
- le ski alpin groupe technique (Sergent Tessa Worley, 1re classe Thibaut Favrot, 1re classe Cyprien Sarrazin) ;
- le ski alpin groupe vitesse (Maréchal-des-logis Nils Allegre, caporal-chef Adrien Theaux, caporal Brice Roger, 1re classe Blaise Giezendanner, soldat Romane Miradoli) ;
- le ski de fond ( soldat Delphine Claudel, Maréchal-des-logis Lucas Chanavat, caporal Richard Jouve, soldat Jules Lapierre, soldat Hugo Lapalus) ;
- le biathlon (sergent Anaïs Bescond, sergent Simon Desthieux, caporal Antonin Guigonnat, soldat Fabien Claude) ;
- le snowboard cross (sergent-chef Pierre Vaultier, soldat Merlin Surget, soldat Julia Pereira-de-Sousa) ;
- le ski cross (caporal-chef Bastien Midol, caporal Alizée Baron, 1re classe Jonathan Midol) ;
- le ski de bosses (1re classe Perrine Laffont, 1re classe Benjamin Cavet) ;
- le ski freestyle (maréchal-des-logis Antoine Adelisse) ;
- le paraski alpin (agent sous contrat Marie Bochet).

## Chefs de corps ayant commandé l'EMHM
Liste de commandants :
- 1932-1939 : capitaine Pourchier ;
- 1944-1945 : capitaine Lefort ;
- 1945-1947 : chef de bataillon Duchaussoy ;
- 1947-1951 : chef de bataillon Flotard ;
- 1951-1954 : chef de bataillon Jeannel de Thiersant ;
- 1954-1958 : lieutenant-colonel Le Gall ;
- 1958-1963 : lieutenant-colonel Courbe Michollet ;
- 1963-1969 : colonel Gonnet ;
- 1969-1972 : colonel Mailly ;
- 1972-1975 : colonel de Monicault ;
- 1975-1978 : colonel Roubaud ;
- 1978-1982 : colonel & Général Jacquenot ;
- 1982-1984 : colonel Raffort ;
- 1984-1986 : colonel Peeters ;
- 1986-1988 : colonel Martre ;
- 1988-1990 : colonel Bernard Aussedat ;
- 1990-1993 : lieutenant-colonel Villien ;
- 1993-1995 : lieutenant-colonel de Monicault ;
- 1995-1997 : lieutenant-colonel du Tremolet ;
- 1997-1999 : lieutenant-colonel Bazin ;
- 1999-2002 : colonel Batani ;
- 2002-2004 : lieutenant-colonel Martin ;
- 2004-2006 : colonel Lapouge ;
- 2006-2008 : lieutenant-colonel Duvivier ;
- 2008-2010 : lieutenant-colonel Perreaut ;
- 2010-2012 : colonel Gomart ;
- 2012-2014 : colonel Bourgeois ;
- 2014-2016 : colonel Hilaire Courau ;
- 2016-2018 : colonel Bertrand Leduc ;
- 2018-2020 : colonel Jacques Roussel ;
- 2020-2022 : colonel Renaud Courbion ;
- 2022-2024 : colonel Lionel Mayade ;
- 2024- : colonel Gaëtan Dubois[28].

## Organisation de compétitions
Entre 1999 et 2019, l'École militaire de haute montagne a organisé annuellement le championnat de France militaire d’escalade (organisation biannuelle depuis 2019). Elle participe à l’organisation de la piste Kandahar à Chamonix et du Marathon du Mont-Blanc.

## Participations
L'EMHM est membre de l'International Association of Military Mountain Schools (IAMMS) dont les membres accueillent, à tour de rôle, un séminaire annuel d'échange sur des sujets d’intérêt commun (doctrine, équipement, technique, etc.).